# نادي اليقظة
نادي اليقظة الرياضي هو نادي كرة قدم سوري من مدينة دير الزور. تم تأسيس النادي عام 1937. يلعب مبارياته على ملعب دير الزور البلدي.